# Wernigeröder Bürgerbrunnen
Koordinaten: 51° 48′ 58,9″ N, 10° 42′ 16,6″ O
Der Wernigeröder Bürgerbrunnen ist eine gefasste Quelle im Waldgebiet westlich des Stadtteils Hasserode von Wernigerode im Landkreis Harz in Sachsen-Anhalt.

## Beschreibung

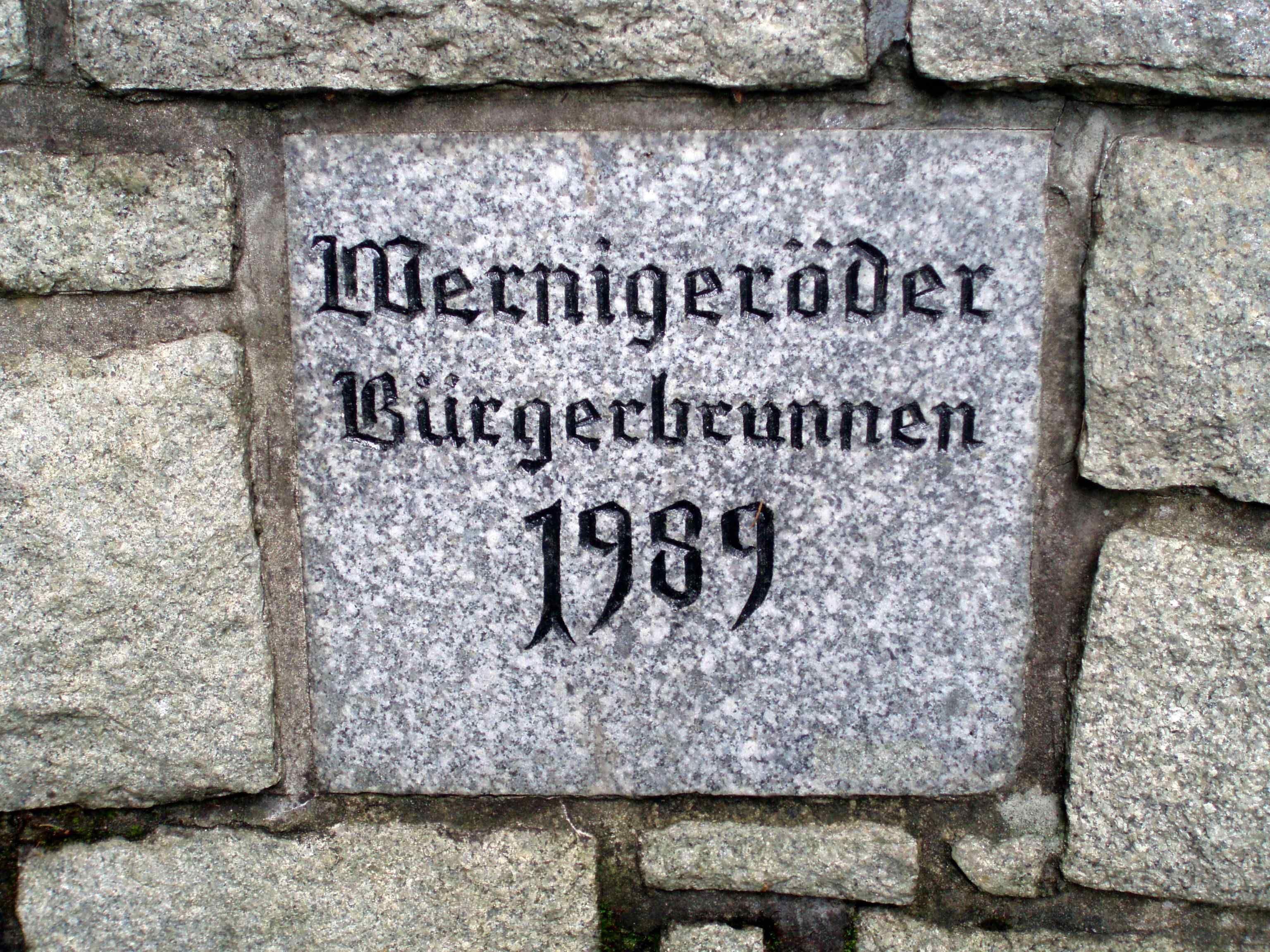
Wernigeröder Bürgerbrunnen

Der Brunnen, neben dem sich eine Sitzgruppe befindet, die letztmals im Herbst 2006 vom Harzklub restauriert wurde, befindet sich am Verbindungsweg von der Mönchsbuche zur Bielsteinchaussee unweit der Steinernen Renne.
Der Brunnen erinnert an die Ereignisse der politischen Wende 1989 in der DDR. Daher trägt ein Einfassungsstein des Brunnens diese Jahreszahl.